# Rabuszki
Rabuszki (biał. Рабушкі, ros. Рабушки) – wieś na Białorusi, w obwodzie mińskim, w rejonie mińskim, w sielsowiecie Łoszany.